# Carlo Lodi di Capriglio
Carlo Ludovico Lodi di Capriglio (Capriglio, 1755 – Capriglio, 11 marzo 1827) è stato un militare e politico italiano.

## Biografia
Carlo Ludovico Lodi di Capriglio, figlio di Giuseppe Felice, nacque nel 1755 a Capriglio, località nell'astigiano di cui la sua famiglia era feudataria da diverse generazioni e rimarrà in carica sino al 1797 quando lo stesso Carlo Ludovico dovrà rinunciare ai propri titoli e privilegi con il dilagare della Rivoluzione francese in Piemonte e l'invasione napoleonica di quelle terre.
Nel 1801 Lodi, che aveva fondato nel 1797 una società per incrementare l'allevamento degli ovini spagnoli merinos in Piemonte, e il conte Matteo Bartolomeo Benso di Cavour ( prozio di Camillo) presero in affitto per 21 anni la vasta tenuta ex reale della Mandria di Chivasso, con l'impegno di trasferivi un allevamento di merinos che intre anni avrebbe dovuto aumentare da 2000 a 6000 capi. Nel 1801 i due soci trasformarono la società precedente nella Società Pastorale, alla quale si unirono altri ricchi proprietari fondiari piemontesi e, in funzione anti inglese e con la protezione del governo napoleonico divenne una delle più grandiose dell'Impero. Dopo la restaurazione sabauda le nuove disposizione governative e la reschissione anticipata del contratto fece sciogliere la società nel 1822.
Intrapresa la carriera militare in giovane età, ebbe modo di sostenere ben pochi scontri sul finire del settecento in quanto, con la perdita del Piemonte, la monarchia sabauda si trasferì in Sardegna e con essa trasferì buona parte dei membri dell'esercito che non avevano aderito all'esercito napoleonico. Affidato alla cavalleria, dopo una brillante carriera che lo portò al rango di Maggiore Generale, fu nominato Comandante Generale dei Carabinieri reali il 14 gennaio 1815 e promosso contemporaneamente Colonnello.
Sotto la sua amministrazione avvennero dei fatti significativi per la storia dell'Arma dei Carabinieri: il 23 aprile 1815 a Vernate venne ucciso Giovanni Boccaccio, il primo carabiniere morto in servizio nel tentativo di dare la caccia a un brigante. Il 6 luglio di quello stesso anno, inoltre, il corpo prende parte al proprio primo scontro armato nella Battaglia di Grenoble contro i francesi ove è conferito un primo riconoscimento ufficiale all'Arma.
Lodi di Capriglio riformò radicalmente l'arma, concentrando il suo operato prevalentemente come ordine di servizio pubblico in sostituzione dei precedenti corpi armati d'ordine. Per tale motivo egli fu nominato Ministro della Polizia con funzioni di ordine interno e lasciò il proprio incarico di comandante generale dei carabinieri il 15 ottobre 1816. 
Da primo ministro ottenne fama di astuto poliziotto e segnalò al Maggior Generale Alessandro Saluzzo di Menusiglio (che ricopriva l’incarico di 1° Segretario di Guerra e Marina e già colonnello comandante il Corpo dei CC.RR) i capi della cospirazione del 1821, senza essere creduto e non ottennendone credito. Diresse a questo punto la dura repressione dei disordini dell’11 gennaio 1821 a Torino, provocati dagli studenti universitari, conclusa con morti e feriti. Nell’occasione impiegò le truppe dell’Armata, limitando l’impiego dei Carabinieri Reali, come relazionò in toni critici il Colonnello Cavasanti, comandante il Corpo. Vittorio Emanuele, oramai anziano, fuggì a Nizza e decise di abdicare a favore del fratello Carlo Felice che si trovava a Modena in visita ufficiale, e il reggente Carlo Alberto accettò di promulgare la Costituzione definita spagnola, in quanto ispirata a quella concessa poco prima in Spagna. Tale scelta venne sconfessata dal nuovo sovrano. Vi fu un epilogo significativo dell’intera vicenda: il Lodi raggiunto i Reali riparati a Nizza, fu aspramente rimproverato dalla regina con la frase “con tutto quello che ci siete costato!”. In seguito il Lodi tentò di discolparsi confermando il successo della sua attività informativa, vanificata da altri.
Morì celibe nella sua natale Capriglio l'11 marzo 1827.